# 정은용
정은용(鄭殷溶, 1923년~2014년 8월 1일)은 대한민국의 사회 운동가이다.

## 생애
노근리 양민 학살 당시 4살 아들과 2살 딸이 숨지고, 아내 박선용 씨도 중상을 입게 되었다.
그는 전쟁 이후 정부 기관에서 활동하며 관련 사건에 대해 조사하고 관련 소설들을 집필했으며, 1990년대 초부터 미국 정부에 생존자와 피해자 가족들에 대한 철저한 조사와 사과 및 보상을 요구했다.